# Rugulopteryx okamurae
La Rugulopteryx okamurae és una espècie d'algues brunes originària de les zones temperades de l'oceà Pacífic nord-oest (sent habitual a les costes del Japó, Xina, Taiwan, Corea i Filipines) que s'ha convertit en invasora al Mediterrani i l'oceà Atlàntic nord-est. Està inclosa al Catàleg d'Espècies Exòtiques Invasores i al Llistat d'espècies exòtiques invasores preocupants per a la Unió Europea.
El 2024 es va registrar la seva presència, primer a l'inici de l'estiu, al port de Llançà, i a la tardor, als blocs de la contra escullera submergida del port de Barcelona, a fondàries de tres a sis metres i amb una cobertura d'aproximadament del 15% de la superfície. La seva arribada als dos ports és probablement deguda a embarcacions d'esbarjo. Aquesta mateixa espècie ocupa igualment els fons fotòfils de l'Estany de Thau (Llenguadoc), Alacant, Marsella, Múrcia, Andalusia, Ceuta, el nord del Marroc, les Illes Açores, Madeira, i les Illes Canàries.